# هويك
هويك هي بلدة تقع في بلدية أمنغيني في محافظة كوازولو ناتال في جنوب إفريقيا.
تشتهر البلدة بماراثون يوم مانديلا السنوي في إمبالي، بيترماريتزبرغ وينتهي في موقع القبض على نيلسون مانديلا في هويك.